# Темпл-блок
Темпл-блок — азійський ударний музичний інструмент, ідіофон, різновид щілинного барабана. Використовується в ритуалах Китаю, Японії, Кореї, атрибут буддійського культу. Також називається китайським, корейським блоками, та інколи череп.
Порожнистий інструмент, з глибоким розрізом, довжиною 10-16 см; має округлу, дещо витягнуту форму. На ньому грають різними паличками або молоточками, зазвичай використовують набір із 4-5 інструментів, підібраних по звуку і укріплених на ободі барабана або іншому тримачі. Звук гри на інструменті дещо схожий зі звуком на дерев'яній коробочці.
Серед сучасних музикантів, цей інструмент використовував Ніл Пірт із групи «Rush», у програші пісні «The trees» з альбому «Hemispheres» і у вступі до «Xanadu» з альбому «A Farewell To Kings».
Також темпл-блок використовував у своїх творах сучасний композитор, знавець алеаторики та електронної музики Карлгайнцем Штокгаузеном. На ньому грали в опері «Вівторок» із циклу «Світло».